# Institución Educativa Emblemática Independencia Americana
El Colegio Nacional de la Independencia Americana fue fundado en 1827 en la ciudad de Arequipa, en el Perú. Ocupó originalmente el local del antiguo convento de los agustinos. En la década de 1940 se trasladó a su sede actual. Actualmente tiene la categoría de  Institución Educativa Emblemática.

## Fundación
Por decreto del 6 de agosto de 1825, el libertador Simón Bolívar (entonces gobernante del Perú) creó el Colegio de Ciencias y Artes de la Independencia Americana, cuya apertura fue el 15 de julio de 1827 y puesta en funcionamiento desde 1840. Por razones políticas quedó paralizado el proyecto momentáneamente, hasta que gracias a las gestiones del prefecto del departamento de Arequipa, general Antonio Gutiérrez de la Fuente, el Consejo de Gobierno presidido por el mariscal Andrés de Santa Cruz retomó el proyecto de Bolívar, para lo cual viajó a Arequipa desde Lima el sabio arequipeño Mariano Eduardo de Rivero y Ustariz. Para la obtención del local y los fondos necesarios, La Fuente propuso la supresión del convento de agustinos y la expropiación de sus rentas, lo que naturalmente produjo resistencias. Finalmente, contando con la autorización del Consejo de Gobierno, La Fuente expidió el decreto del 4 de marzo de 1827 ordenando la expropiación del convento y su reducción a Colegio. La Fuente también dispuso que se fundara una Universidad en el mismo convento.
A las diez de la mañana  del 15 de julio de 1827 se realizó la instalación del Colegio, acto al que asistieron el prefecto La Fuente, el presidente de la Corte Superior de Justicia doctor José Sánchez de la Barra, el Obispo de la diócesis José Sebastián de Goyeneche y Barreda, entre otras personalidades locales. El colegio vino a ser la prolongación de la Academia Lauretana de Arequipa, fundada en 1821 para proporcionar instrucción científica a la juventud. Fue, asimismo, un anticipo de la Universidad, inaugurada el 11 de noviembre de 1828 con el nombre de Universidad del Gran Padre San Agustín (actual Universidad Nacional San Agustín de Arequipa). 
Como primer rector del Colegio fue nombrado José María Corbacho y Abril, ilustre abogado arequipeño, prócer y fundador de la Independencia del Perú. Sus primeros profesores fueron los mismos de la Academia Lauretana:
- Santiago Ophelan (Religión)
- Rafael Evaristo Barriga (Lengua Latina y Castellana).
- Juan Gualberto Valdivia (Filosofía y Matemáticas).
- Tadeo Chávez (Derecho Natural, de Gentes e Internacional).
- Andrés Martínez (Derecho Civil y Patrio)
- José María Corbacho y Abril (Bellas Artes)
- Manuel Amat y León (Economía Política).
- Leonardo Navas (Medicina).
- José María Adriazola y Arve (Anatomía y Cirugía).
- Manuel José Recabarren (Dibujo).
- Pedro Ximénez Abril Tirado (Música).

## Trayectoria
Entre sus rectores que sucedieron a Corbacho figuran ilustres personalidades religiosas como Juan Gualberto Valdivia (1828) y Francisco de Paula González Vigil (1831). Tras permanecer cerrado durante algún tiempo, fue reabierto el 15 de noviembre de 1840 por disposición del presidente Agustín Gamarra.
El deán Valdivia volvió a ejercer el rectorado en 1844 y en 1868-1869. También fueron rectores Mateo Paz Soldán, Toribio Pacheco y Bruno de Murga. En la misma época figuran como profesores José María Químper y Francisco García Calderón.
Destacado Director fue el intelectual arequipeño Federico M. Ugarte, quien además es autor de la letra del himno del colegio "Independencia Americana", con la música de Benigno Ballón Farfán.